# Cyclocarcina linyphoides
Cyclocarcina linyphoides là một loài nhện trong họ Nesticidae.
Loài này thuộc chi Cyclocarcina. Cyclocarcina linyphoides được miêu tả năm 1960 bởi Komatsu.